# Francesco Carratta
Francesco Ferdinando Christian Carratta (Hasselt, 17 augustus 1987) is een Belgisch voetballer die als middenvelder voor Patro Eisden Maasmechelen speelt.

## Clubcarrière
Carratta is een middenvelder die zijn jeugdopleiding afwerkte bij Sporting Houthalen, RSC Anderlecht en PSV. Zijn professionele carrière ging van start bij Sint-Truidense VV waar hij reeds na een half seizoen werd uitgeleend aan Antwerp FC. Na deze leenperiode van een half seizoen werd Carratta onder vast contract gezet bij de Antwerpse tweedeklasser. Op 1 februari 2009 werd zijn contract bij deze club echter ontbonden. Hierna tekende hij in Engeland voor Blackpool FC waar hij na een half jaar vertrok. In september 2009 tekende hij een contract bij de toenmalige Italiaanse neo-derdeklasser Giulianova Calcio. Na twee jaar keerde hij terug naar België, waar hij voor Bocholter VV ging spelen en later ook nog voor Sporting Hasselt, waarmee hij in het seizoen 2015/2016 promoveerde naar de tweede klasse A.

## Statistieken
| Club              | Seizoen | Competitie- wedstrijden | Doelpunten |
| ----------------- | ------- | ----------------------- | ---------- |
| Sint-Truidense VV | 2007-08 | 1                       | 0          |
| Antwerp FC        | 2007-08 | 16                      | 1          |
| Antwerp FC        | 2008-09 | 4                       | 0          |
| Blackpool FC      | 2008-09 | 0                       | 0          |
| Giulianova Calcio | 2009-10 | 26                      | 1          |
| Bocholter VV      | 2010-11 | 30                      | 2          |
| Bocholter VV      | 2011-12 | 32                      | 7          |
| KFC Dessel Sport  | 2012-13 | 13                      | 1          |
| KFC Dessel Sport  | 2013-14 | 8                       | 0          |
| Sporting Hasselt  | 2013-14 | 12                      | 1          |
| Sporting Hasselt  | 2014-15 | 24                      | 6          |
| Sporting Hasselt  | 2015-16 | 38                      | 6          |
| Sporting Hasselt  | 2016-17 | 32                      | 6          |
| RFC Luik          | 2017-18 | 29                      | 1          |
| Patro Eisden      | 2018-19 | 29                      | 0          |
| Patro Eisden      | 2019-20 | 17                      | 0          |
| Totaal            |         | 311                     | 32         |

Bijgewerkt tot 30 januari 2020